# Beteró
Beteró es un barrio de la ciudad de Valencia (España), perteneciente al distrito de Poblados Marítimos. Está situado al este de la ciudad y limita al norte con La Carrasca y Malvarrosa, al este con Cabañal-Cañamelar, al sur con Illa Perduda y al oeste con La Carrasca. Su población en 2022 era de 7.878 habitantes.